# Nørrejylland
 Ikke at forveksle med Nordjylland.
Nørrejylland er overvejende et historisk stednavn for Jylland nord for Kongeåen til Skagen, dog skal Ribeområdet og enklaver syd for medregnes. Nørrejylland er således ikke det samme som Nordjylland, der i store træk betegner Himmerland, Thy, Morsø og Vendsyssel (Nørrejyske Ø).
Historisk havde Nørrejylland i middelalderen sit eget landsting i Viborg: Viborg Landsting. Her blev der blandt andet foretaget flere kongehyldninger.